# Tirumala septentrionis
Tirumala septentrionis (тёмно-синий тигр) — бабочка подсемейства данаид, обитающая на Индийском субконтиненте и в Юго-Восточной Азии.

## Описание
Размах крыльев Tirumala septentrionis 80-115 мм. Вид очень похож на Tirumala limniace, но его верхняя сторона темнее, а полупрозрачные отметины уже, более чёткие и имеют более синий оттенок. В переднем крыле в первом промежутке обе полоски более узкие, никогда не сливаются, а верхняя полоска образует овальное обособленное пятно; короткие полоски над пятой жилкой снаружи никогда не усечены, всегда острые. В заднем крыле две полосы дисковидной клетки, соединённые в основании, широко расставлены на вершинах, причем нижняя полоса никогда не образует крючка. С нижней стороны этот вид, как правило, темнее, вершина переднего крыла и весь основной цвет заднего крыла не имеют заметного золотисто-коричневого цвета, как у T. limniace.

## Распространение
Гималаи от Симлы до Сиккима, в Ассам, Мьянме, Камбодже и Юго-Восточной Азии; Одиша; Западная Бенгалия, южная Индия, Западные Гаты и Нилгири; Шри-Ланка.

## Привычки
Этот вид является одним из наиболее доминирующих, составляя 78 % популяции в сезон миграции на юге Индии, куда мигрируют многие виды. Предположительно и самцы, и самки мигрируют в равных пропорциях.

## Жизненный цикл
Гусеница похожа на гусеницу T. limniace. Согласно Мак-Киннону и де Нисевиллу питается Vallaris dichotoma, а также Cosmostigma racemosa, Heterostemma brownii и виды Cocculus.
- Яйцо
- Гусеница
- Куколка
- Самец T. s. septrionis